# Rio Cuşma (Bistriţa)
O Rio Cuşma (Bistriţa) é um rio da Romênia, afluente do Bistriţa, localizado no distrito de Bistriţa-Năsăud.